# Super Xevious
Super Xevious (スーパーゼビウス Sūpā Zebiusu?) es un videojuego arcade,  matamarcianos del tipo Matamarcianos con scroll vertical publicado originalmente como arcade por Namco en 1984. Es el segundo título de la saga Xevious, tras el primer Xevious que había aparecido 2 años atrás.
Fue portado al Sharp X68000 en 1987, al Sharp MZ-2500, e incluido en las compilaciones Namco Classic Collection Vol. 1, Xevious 3D/G+ y Namco Museum DS.

## Jugabilidad
La jugabilidad es muy similar a la del Xevious original, excepto que esta vez es un poco más difícil. Varios nuevos enemigos también han sido introducidos (incluyendo un buque insignia Galaxian plata, una rara nave escorpión Galaga plata, dos aviones a reacción, un helicóptero, y un carro de combate amarillo oscuro del Tank Battalion). Algunos de estos enemigos restablecerán la puntuación del jugador de nuevo a 0 si son destruidos. Las torres ocultas "Sol Citadel" y las Banderas Especiales Rally-X también se encuentran en diferentes lugares.

## Conversiones
El juego fue reeditado como Xevious 2 por Spotlight Software y distribuido por Cinemaware en la compilación BrainBlasters con Bombuzal para el Commodore Amiga. Esta compilación fue revisada en 1991 en el número 165 de Dragon por Hartley, Patricia, y Kirk Lesser en la columna "The Role of Computers". Los revisores le dieron BrainBlasters 5 de 5 estrellas.
No debe confundirse con Super Xevious: GAMP no Nazo para la Nintendo Family Computer, pese a que las portadas puedan inducir al error.

## Banda sonora
La Música electrónica chiptune del juego fue compuesta por Yuriko Keino y Junko Ozawa. El ex- Happy End y miembro de Yellow Magic Orchestra Haruomi Hosono grabó una versión dance/synthpop de la melodía temática del juego, que fue lanzada en Japón por la etiqueta  Alfa Records' Yen como un sencillo de 12" el 29 de agosto de 1984. El sencillo también fue lanzado en Europa por Pick Up Records ese mismo año.